# Te Wapen!
Te Wapen! (Spaans: ¡A las armas!) is een stripalbum uit de reeks Paling en Ko van tekenaar Francisco Ibáñez. De oorspronkelijke versie werd in 1974 uitgebracht als #31 in de Ases del Humor-reeks na voorpublicatie in het stripblad Mortadelo (zoals de lange kale helft van het tweetal in het Spaans heet) van juli tot september 1974. In 1980 werd het album in het Nederlands uitgebracht als #26. 

## Naamsverwarring
Als gevolg van een jarenlange naamsverwarring wordt de kale meestervermommer hier Ko genoemd en de korte met de twee haren (door zijn collega steevast met chef en u aangesproken) Paling.

## Verhaal
Paling en Ko kunnen hun opdrachten om misdadigers te arresteren niet optimaal uitvoeren omdat de bewapening van de geheime dienst sterk verouderd is. Vandaar dat de Superintendant proefmonsters heeft aangeschaft die Paling en Ko gaan uitproberen. Het gaat om de volgende wapens;
- Een pistool met slaapgas; Paling en Ko overleven een verkeersongeluk nadat de kale in zijn onhandigheid het pistool op de taxichauffeur heeft gericht.
- Magnetische handgranaten die door elk dichtstbijzijnd metalen voorwerp wordt aangetrokken. Paling en Ko krijgen uiteindelijk ruzie met een generaal omdat ze de wielen van zijn tank hebben laten ontploffen.
- Een gemechaniseerd kanon van Japans model. Paling en Ko blazen het per ongeluk op nadat de kale de zelfvernietigingsknop heeft ingedrukt. Als Super dat hoort zet hij ze zelf in het kanon.
- Een geleid projectiel dat bij de minste schok in werking treedt.
- Een aansteker die vlammen en rook spuwt.
- Een zaklantaarn met lachverwekkende stralen. Voor Paling en Ko valt er echter niets te lachen wanneer ze de lantaarn op een olifant richten die er vervolgens op valt.
- Eivormige bommen die verlammingen veroorzaken wanneer ze ontploffen; deze worden weer ongedaan gemaakt bij een klap. De chef probeert ze uit, maar er zitten ook gewone eieren tussen. Als hij per ongeluk in het mandje stapt raakt hij voor drie maanden verlamd.
- Een atoom-bazooka die afgaat in horizontale stand. Dit leidt tot problemen in het verkeer en op zee.
- Een gatenmakenstraal-pistool; de chef probeert het uit in de tuin, maar wordt onbedoeld tegengewerkt door de kale.
- Een schietende hoed die afgaat wanneer de drager zijn hand opsteekt; bijvoorbeeld bij het aanhouden van een taxi, het gedag zeggen van een oude vriend of een militaire groet.
- Een zakatoombom die bij het minste geringste ontploft. De chef houdt hem bij zich, maar onderweg incasseert hij klappen van een vrijgelaten misdadiger die wraak wil nemen. De bom valt er echter uit door toedoen van de kale. De zetel van de geheime dienst wordt naar de zeebodem verplaatst, en Super achtervolgt zijn agenten vanwege deze zoveelste blunder.